# David Langdon

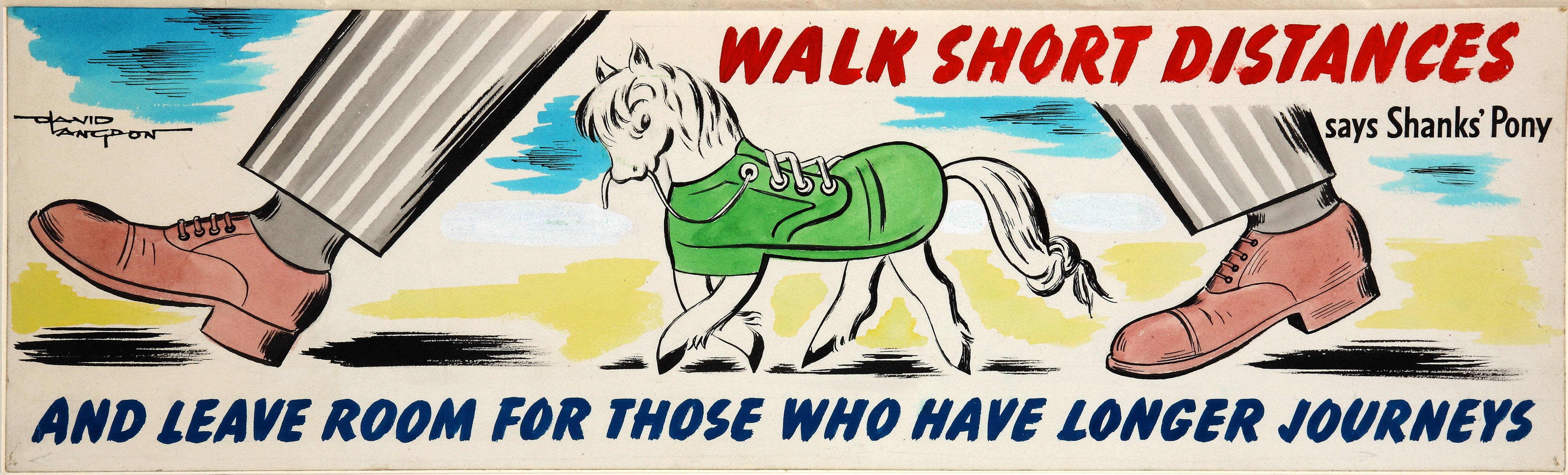
Von David Langdon während des Zweiten Weltkriegs entworfenes Plakat

David Langdon, OBE (* 24. Februar 1914 in London; † 18. November 2011) war ein britischer Karikaturist und Illustrator.

## Leben und Arbeit
Langdon begann bereits im Alter von vier Jahren zu zeichnen. Obwohl er später eine Ausbildung in „Design und Dekoration“ an der Davenant Grammar School in London begann, war er als Künstler Autodidakt. In der Schülerzeitung veröffentlichte er erstmals Arbeiten. Da sich seine Eltern gegen den Künstlerberuf ausgesprochen hatten, arbeitete Langdon ab 1931 für die Architekten-Abteilung des London County Council. In den folgenden Jahren steuerte er gelegentlich Zeichnungen für die Mitarbeiterzeitschrift bei.
1936 konnte Langdon erstmals eine Karikatur (von Benito Mussolini) an die Zeitschrift Time and Tide verkaufen. Ab 1937 erschienen seine Arbeiten regelmäßig in Punch und der neuen Zeitschrift Lilliput. Mit seinen einfachen, aber prägnanten Zeichnungen mit kurzen Bildunterschriften traf er den Modegeschmack, der sich von elaborierteren Illustrationen mit längeren Texten abzuwenden begann. Trotzdem war Langdon weiterhin beim London City Council angestellt.
Nach Beginn des Zweiten Weltkriegs arbeitete David Langdon zunächst für die Rettungsdienste der Stadt London. Etwa zeitgleich wurde er immer bekannter als Zeichner, der zumeist das Alltagsleben in Kriegszeiten karikierte. Weite Verbreitung fand eine von ihm geschaffene Reihe von Werbebildern für die Londoner Verkehrsbetriebe unter dem Titel „Billy Brown of London Town“. 1941 trat er in die Royal Air Force ein, wo er bis zum Squadron Leader aufstieg. Sein schneller Zeichenstil erlaubte es ihm, auch in dieser Zeit zahlreiche Cartoons zu schaffen, die sich großer Beliebtheit erfreuten und unter anderem in mehreren schmalen Bänden publiziert wurden. Von 1945 bis 1946 war er Redakteur des Royal Air Force Journal.
Ab 1946 wirkte er als freier Zeichner, dessen Arbeiten regelmäßig in Londoner Zeitungen oder in Zeitschriften erschienen, darunter Punch und – ab 1948 – The New Yorker und Sunday Pictorial (später umbenannt in Sunday Mirror). Ab den 1950er-Jahren waren seine Arbeiten auch in Paris Match, The Saturday Evening Post, Collier's oder Radio Times zu sehen. Von 1958 an gehörte er zum sogenannten „Punch Table“, dem wöchentlichen Mitarbeitertreffen der Zeitschrift, das über den Inhalt der nächsten Ausgabe entschied.  Als Illustrator schuf er auch häufig Werbung, so für Shell, Schweppes und Winsor & Newton. Seine Zeichnungen erschienen gesammelt in zahlreichen eigenen Büchern. Zudem illustrierte er Werke anderer.
Nach über vierzig Jahren hörte David Langdon 1990 auf, für den Sunday Mirror zu arbeiten. In Punch erschienen seine Zeichnungen noch bis zur Einstellung der Zeitschrift im Jahr 1992.

## Ehrungen
1988 erhielt David Langdon den Order of the British Empire und wurde in die Royal Society for the Encouragement of Arts, Manufactures & Commerce aufgenommen.

## Bücher

### Eigene Werke
- Home Front Lines. Methuen, London 1942.
- “All buttoned up!” A scrapbook of R. A. F. cartoons. The Sylvan Press, London 1944.
- Meet Me Inside. Hutchinson, London 1946.
- The Way I See It. Hutchinson, London 1947.
- Hold Tight There! A David Langdon Omnibus. Hutchinson, London 1949.
- Let's Face It. Methuen, London 1951.
- Look at You. Methuen, London 1952.
- All in Fun. Methuen, London 1953.
- More in Fun. Methuen, London 1955.
- Funnier Still. Methuen, London 1956.
- The Puff and Wuff Adventure Book. Allan Wingate, London 1957.
- Langdon at Large. Allan Wingate, London 1958.
- I'm only Joking. Arthur Baker, London 1960.
- How to Play Golf and Stay Happy. Frederick Muller, London 1964.
- David Langdon's Casebook. Rapp & Whiting, London 1969, ISBN 0-85391-131-2.
- How to Talk Golf. David Langdon's A to Z of Golfing Terms. Eyre Methuen, London 1975, ISBN 0-41334-250-6.
- Soccer. It's a Funny Old Game. Robson, London 1998, ISBN 1-86105-189-1.

### Als Illustrator (Auswahl)
- Cyril Henry Ward Jackson: It's a Piece of Cake; or, R.A.F. Slang Made Easy... The Sylvan Press, London 1943.
- George Mikes: Über alles. Germany Explored. Wingate, London 1953. Deutschsprachige Ausgabe: ...über Alles. Sachliche Reise durch Deutschland. Übersetzt von N. O. Scarpi. Diogenes, Zürich 1953.
- George Mikes: Little Cabbages. On France and the French People. Allan Wingate, London 1955. Deutschsprachige Ausgabe: Allons enfants... Wiedersehen mit Frankreich. Übersetzt von N. O. Scarpi. Diogenes, Zürich 1955.
- Dennis Rooke: Campers Beware! Robert Hale, London 1965.
- Fred Trueman: You Nearly Had Him That Time – And Other Cricket Stories. Paul, London 1978, ISBN 0-09133-680-5.